# Chyšky
Chyšky är en ort i Tjeckien.   Den ligger i regionen Södra Böhmen, i den centrala delen av landet, 60 km söder om huvudstaden Prag. Chyšky ligger 667 meter över havet och antalet invånare är 1 080.
Terrängen runt Chyšky är platt åt sydväst, men åt nordost är den kuperad. Chyšky ligger uppe på en höjd. Runt Chyšky är det ganska glesbefolkat, med 38 invånare per kvadratkilometer. Närmaste större samhälle är Milevsko, 9,4 km sydväst om Chyšky. Omgivningarna runt Chyšky är en mosaik av jordbruksmark och naturlig växtlighet.